# Hiển vi định vị quang hoạt
Hiển vi định vị quang hoạt (Photo-activated localization microscopy - PALM)
và Hiển vi quang học dựng ảnh ngẫu nhiên (stochastic optical reconstruction microscopy - STORM) là các phương pháp cho phép thu được ảnh với độ phân giải vượt qua giới hạn nhiễu xạ. Những phương pháp này được đề xuất năm 2006 trong trào lưu các phương pháp hiển vi quang học siêu phân giải và đã được tạp chí Nature Methods chọn là Methods of the Year cho năm 2008.
Sự phát triển của PALM được thúc đẩy bởi sự khám phá các protein phát quang mà sự phát quang có thể thay đổi do ánh sáng chiếu tới như phân tử quang hoạt GFP (photo-activatable GFP). Phương pháp STORM có cùng một nguyên lý như sử dụng các cặp cyanine.
Một phân tử trong cặp (được gọi là hoạt tử - activator) được kích thích ở gần đỉnh hấp thụ sẽ tái kích hoạt phần tử còn lại (gọi là reporter) chuyển sang trạng thái phát quang.
Ngày càng có nhiều các phân tử phát quang được sử dụng cho PALM, STORM và các kĩ thuật liên quan. Một số thích hợp với hiện ảnh tế bào sống, số khác cho phép thu ảnh nhanh hoặc đánh dấu với mật độ cao hơn. Việc lựa chọn phân tử phát quang phụ thuộc vào ứng dụng và tính chất quang lý của chúng.
Cả hai phương pháp đều đã có những bước tiến kĩ thuật quan trọng, như hiện ảnh đa màu (multicolor imaging - dùng đồng thời nhiều loại phân tử đánh dấu, phát quang ở các bước sóng khác nhau), hiện ảnh 3D với phân dải dọc (theo quang trục) là 10 nm.

## Nguyên lý
Hiển vi huỳnh quang thông thường quan sát các mẫu được nhuộm có lựa chọn bằng các phân tử phát quang hoặc sử dụng liên kết kháng thể hoặc dùng các protein phát quang. Nói chung, mật độ chất phát quang cao sẽ giúp ảnh huỳnh quang có độ tương phản tốt hơn.
Đơn hạt phát quang có thể nhìn thấy bằng kính hiển vi (hoặc thậm chí bằng mắt thường) nếu số photon phát ra đủ lớn và nhiễu nền đủ nhỏ. Ảnh 2D của một nguồn sáng điểm quan sát bằng kính hiển vi là một chấm có kích thước bị mở rộng tương ứng với đĩa Airy (một lát cắt của hàm mở rộng điểm PFS - Point Spead Function) của hệ tạo ảnh.
Sự mở rộng này giới hạn khả năng phát hiện hại phân tử phát quang ở gần nhau. Tiêu chuẩn Abbe xác định khoảng cách nhỏ nhất giữa hai nguồn sáng điểm có thể còn phân biệt được
{\displaystyle d={\frac {\lambda }{2NA}}}
trong đó {\displaystyle \lambda } là bước sóng của ánh sáng huỳnh quang NA là khẩu độ số (numerical aperture) của vật kính. Theo lý thuyết, với bước sóng 400 nm, vật kính có khẩu độ số 1,40, giới hạn phân giải ngang là 150 nm, phân giải dọc là 400 nm.
Tuy nhiên, nếu phân biệt được hai phân tử phát quang gần nhau, chúng ta có thể vượt qua giới hạn nhiễu xạ. Khi các photon phát ra từ một phân tử được ghi nhận, chúng sẽ tạo ra một chấm nhiễu xạ trên mặt phẳng ảnh của kính hiển vi. Tâm của chấm này có thể xác định được bằng cách fit mặt bao của nó với một hàm đã biết, thường là hàm Gauss hai chiều. Sai số trong việc xác định tâm phát xạ tỉ lệ nghịch với căn bậc hai của số photon ghi nhận được. Nếu số photon ghi nhận đủ lớn, sai số định vị nhỏ hơn nhiều so với hàm mở rộng điểm của hệ.

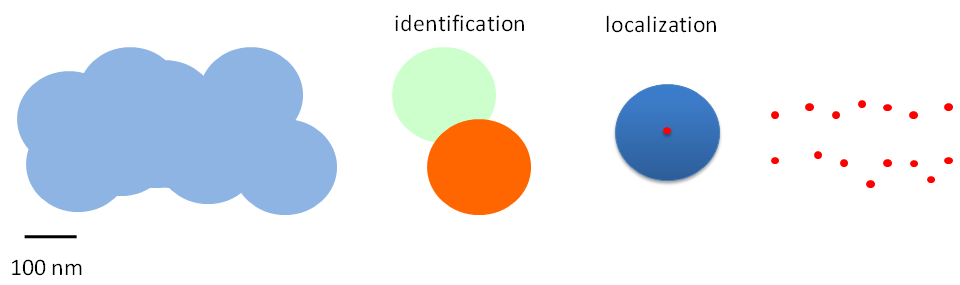
Các hạt phát quang gần nhau nên không thể phân biệt được từng hạt. Vị trí của hạt có thể xác định được khi các photon phát ra từ mỗi hạt không bị trùng chập với các photon phát ra từ hạt gần nó.

Hai bước nhận biết và định vị các phân tử phát quang đơn lẻ là thao tác cơ bản của PALM, STORM và các phát triển từ chúng.
Mặc dù có nhiều cách nhận biết phân tử, phương pháp điều khiển sự phát quang của phân tử bằng ánh sáng được sử dụng rộng rãi nhất. Một phần nhỏ các phân tử phát quang được bật một cách ngẫu nhiên bằng ánh sáng thích hợp sao cho mật độ của chúng đủ nhỏ để ảnh huỳnh quang của các phân tử không bị chồng chập. Sau đó các phân tử riêng lẻ được kích thích và ảnh của chúng được ghi lại. Các phân tử này sau đó bị tẩy quang (photobleaching) như trong phương pháp PALM, hoặc chuyển về trạng thái không phát quang như trong phương pháp STORM. Quy trình này được lặp lại nhiều lần. Như vậy, một chuỗi ảnh của các phân tử phát quang rời rạc sẽ được thu lại.

Quang kích hoạt, định vị, tẩy quang

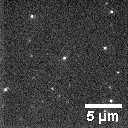
Một khung hình của camera CCD chụp ảnh các protein phát quang riêng lẻ được kích thích ở chế độ phản xạ nội toàn phần

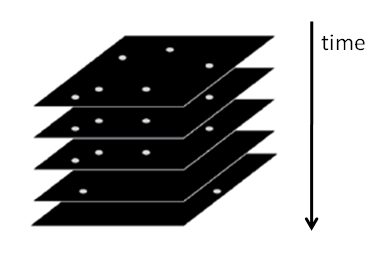
Chuỗi các khung hình chụp các đơn phân tử phát quang

### Định vị từng phân tử
Với mỗi ảnh trong chuỗi, vị trí của hạt phát quang được xác định với độ chính xác tốt hơn so với giới hạn nhiễu xạ - thường từ vài đến vài chục nm. Các thông tin về vị trí tâm của các phân tử phát quang đã được định vị sẽ được sử dụng để dựng ảnh huỳnh quang siêu phân giải.
Độ chính xác của phép định vị được xác định theo công thức:
{\displaystyle \sigma ={\sqrt {\left({\frac {s_{i}^{2}+{\frac {a^{2}}{12}}}{N}}\right)\cdot \left({\frac {16}{9}}+{\frac {4\tau s_{i}^{2}b^{2}}{a^{2}N}}\right)}}}
trong đó N là số photon ghi nhận, a là kích thước pixel của camera, {\displaystyle b^{2}} trung bình của nhiễu nền và  {\displaystyle s_{i}} là độ lệch chuẩn của hàm mở rộng điểm.
Để tăng tỉ số tín hiệu trên nhiễu, do đó tăng độ chính xác của phép định vị, các cấu hình hiển vi thường được sử dụng là hiển vị huỳnh quang phản xạ nội toàn phần (Total Internal Reflection Fluorescence Microscope - TIRF) and hiển vi huỳnh quang chiếu lát (Light sheet fluorescence microscope).

## Ảnh siêu phân giải
Độ phân giải của ảnh bị giới hạn bởi độ chính xác của phép định vị và số các phân tử được định vị thay vì giới hạn nhiễu xạ. Ảnh siêu phân giải thường biểu diễn mỗi phân tử trong mặt phẳng ảnh bằng một hàm Gauss hai chiều với độ lớn tỉ lệ với số photon thu được, và độ lệch chuẩn phụ thuộc vào độ chính xác của phép định vị.

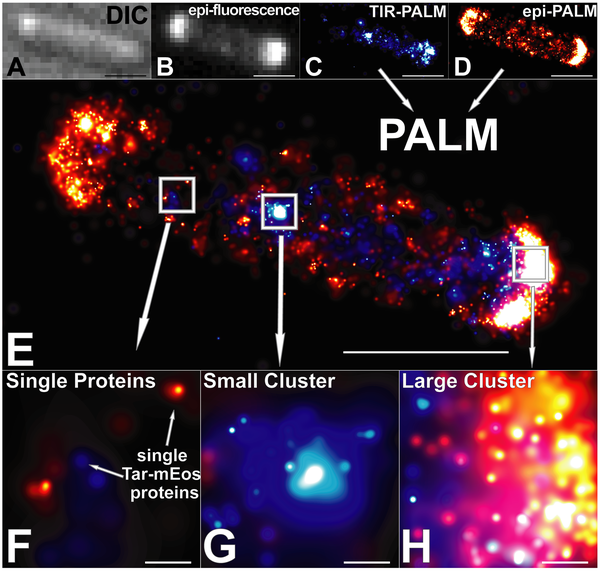
Sự tự tổ chức của các vi khuẩn e-coli được chụp bằng kính hiển vi siêu phân giải. Thước tỉ lệ trong các hình (A–E) tương ứng 1 µm. Thước tỉ lệ trong các hình (F–H) tương ứng 50 nm.

## Các ứng dụng

### PALM/STORM đa màu

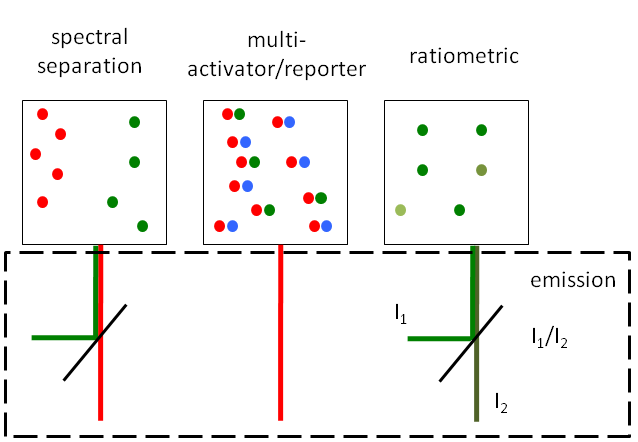
Các cách tiếp cận hiển vi siêu phân giải đa màu. Trái: tách biệt phổ. Giữa: dùng nhiều hoạt tử (STORM). Phải: Ratiometric imaging

Các tính chất đặc thù của phân tử phát quang sử dụng trong PALM / STORM đưa lại cả khó khăn và thuận lợi cho hình ảnh đa màu.
Hiện nay có ba cách tiếp cận: kích thích các phân tử phát quang có phổ khác nhau sử dụng một chia chùm ở phần thu, dùng nhiều cặp activators/reporters khác nhau and  ratiometric imaging of spectrally close fluorophores. Gần đây, PALM màu kép được sử dụng để chứng minh việc đưa các phân tử desmin bị sửa đổi, vào các sợi trung gian (intermediate filaments).

### PALM và STORM 3D
Kĩ thuật hiện ảnh 3D đã nhanh chóng được phát triển cho PALM và STORM. Để xác định vị trí của một hạt phát quang theo chiều sâu, các kĩ thuật sau đang được sử dụng: tạo ra sự thay đổi của hàm mở rộng điểm theo chiều sâu có thể xác định được thông qua ảnh 2D (phần lớn sử dụng một thấu kính trụ để gây ra hiện tượng loạn thị); đa mặt tiêu (multiplane detection), vị trị theo chiều sâu được xác định bằng cách so sánh với hai ảnh của cùng hàm PSF; phương pháp đo giao thoa (interferometric) sử dụng hai vật kính đối nhau; hoặc dùng kĩ thuật chiếu lát.

### Hiện ảnh tế bào sống
Từ 2007, một số thí nghiệm về hiện anhhrPALM/STORM trên tế bào sống đã được công bố. 
Việc chụp ảnh siêu phân giải thời gian thực bị giới hạn do số photon có thu được từ một phân tử phát quang trong thời gian rất ngắn. Sự giới hạn này xuất phát từ tính chất quang của hạt đánh dấu và độ nhậy của đầu thu. Sự thay đổi trong cấu trúc của focal adhesion đã được nghiên cứu bằng phương pháp PALM với thời gian có một ảnh siêu phân giải từ vài giây đến vài chục giây. Sự khuếch tán của  clathrin coated pits trong màng tế bào được quan sát bằng STORM với tốc độ nhanh hơn.
Phương pháp sptPALM có nhiều hứa hẹn trong hiện ảnh tế bào sống. Phương pháp này dùng phân tử quang hoạt và thực hiện theo dõi đơn hạt mật độ cao (high-density single-particle-tracking), để vượt qua giới hạn thông thường của theo dõi đơn hạt thông thường.

## Sự khác nhau giữa PALM và STORM
PALM và STORM có cùng một nguyên lý. Chúng khác nhau về một vài chi tiết kĩ thuật.
Về mặt kĩ thuật, PALM sử dụng phân tử quang hoạt là protein phát quang, STORM sử dụng chất phát quang hữu cơ.
Cả hai loại phân tử này đều được điều khiển trạng thái ON - OFF bằng ánh sáng. Trong PALM, phân tử phát quang thường chỉ bật một lần sau đó bị tẩy quang. Ngược lại trong STORM phân tử phát quang có thể được bật nhiều lần một cách ngẫu nhiên.
Một số nghiên cứu đã được tiến hành nhằm khảo sát khả năng sử dụng PALM để định lượng số protein phát quang có trong mẫu bằng cách đếm các hạt quang hoạt
.

## Phim
- Protein phát quang (đã cố đinh) được kích hoạt, kích thích và tẩy quang.
- Ảnh động siêu phân giải của  Dendritic Spines.[1]
- Nghiên cứu Sub Spine Actin Dynamics trong các tế bào thần kinh vùng đồi thị của chuột bằng hiển vi quang học siêu phân giải [2]